# Inseminação artificial em tempo fixo
Inseminação artificial em tempo fixo (IATF) é uma técnica da pecuária.
O Brasil é um dos principais países produtores de bovinos, sendo que em 2020 o rebanho era composto por 218,2 milhões de cabeças de gado. Nesse mesmo ano, o país exportou 1,7 milhão de toneladas de carne in natura e produziu-se 35,4 bilhões de litros de leite. A utilização de IATF apresentou um aumento de 24,6% em 2021, levando a 93,3% a taxa de inseminação por IATF em 2021.

## Evolução da IATF no Brasil
A inseminação artificial em bovinos surgiu com o objetivo proporcionar o melhoramento genético dos animais.[carece de fontes?] O primeiro caso de IA em mamíferos no meio científico data de meados do séc. XVIII, efetuada pelo fisiologista e sacerdote italiano Lazzaro Spallanzani, que inseminou artificialmente cadelas.Já em 1912, o médico veterinário russo, Elias Ivanov realizou estudos sobre criopreservação de sêmen, criou a vagina artificial para utilizar nas coletas de sêmen e realizou inseminação artificial em éguas, com  uma taxa de prenhez de aproximadamente 80%. Depois utilizou a técnica em bovinos e ovinos. Em 1938, a URSS inseminou mais de 50 milhões de fêmeas bovinas.A primeira inseminação no gado zebuíno (Bos indicus) aconteceu na Índia, no ano de 1943.
A primeira inseminação artificial em território brasileiro se deu em 1940.[carece de fontes?] No entanto, começou a ser comercializada apenas na década de 70 com o surgimento das centrais de reprodução animal.Contudo, a partir do intuito de tornar mais fácil o uso da inseminação artificial, foram criados protocolos hormonais que promovem a realização da IA em período determinado, conhecida por IATF.Somado a isso, vale ressaltar que no ano de 2002, o quantitativo de vacas tanto de corte quanto leite inseminadas representou um total de 1% de fêmeas bovinas aptas para reproduzir foram inseminadas artificialmente por IATF. Em 2007, o percentual de IATF cresceu para 25; no ano de 2012 correspondeu a 65%; em 2017 representou 85% e no ano de 2021, 93,3% de fêmeas passaram pela IATF. E em 2021 26.480.025 protocolos de hormonioterapia foram comercializados no mercado nacional. Pode-se concluir que ao longo de 19 anos a IATF cresceu aproximadamente 300%.

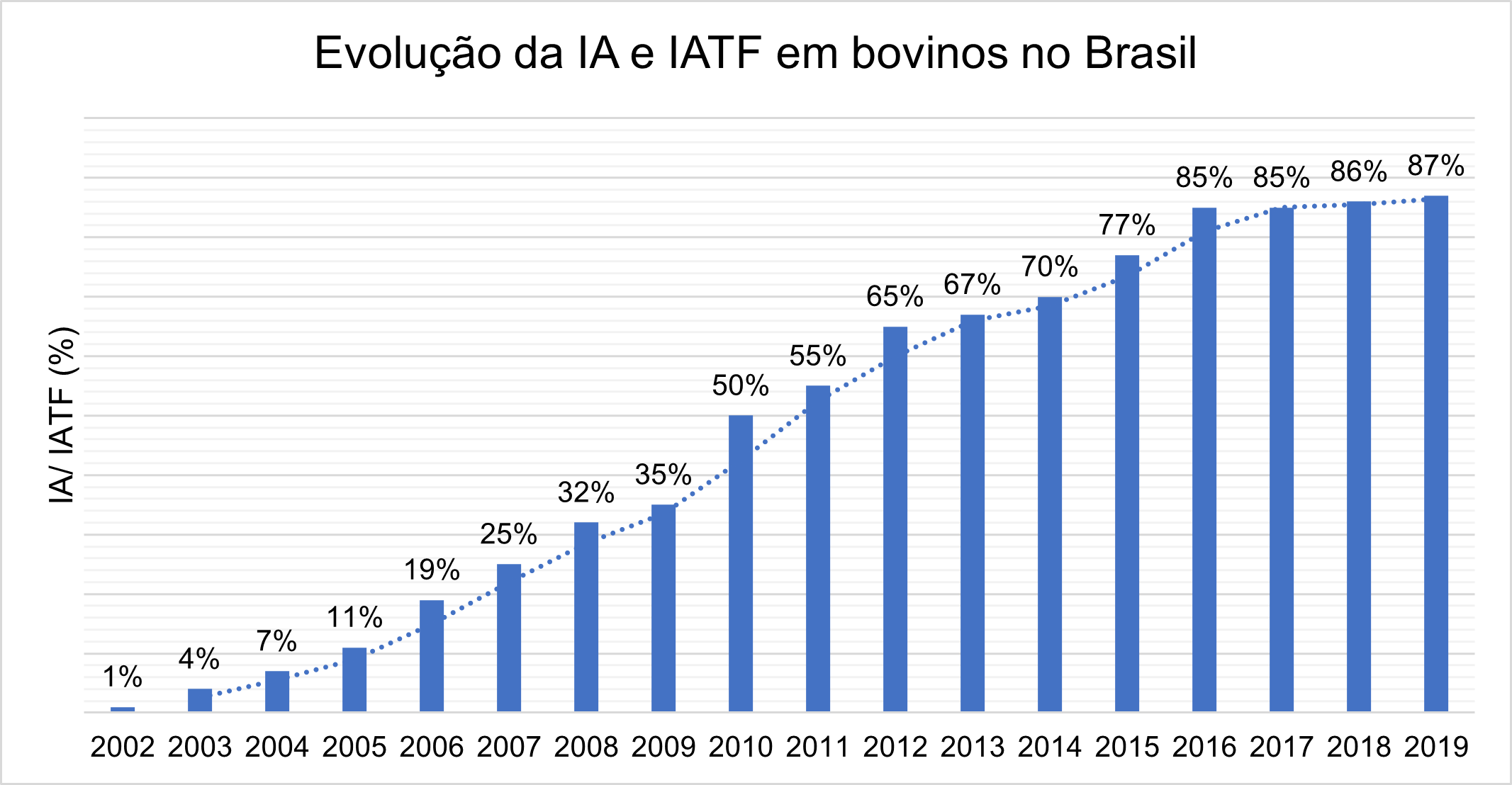
Fig.1: Evolução da IA/IATF (%) em bovinos no Brasil

## Ciclo Estral da Fêmea Bovina
O ciclo estral da fêmea bovina é controlado pelo eixo hipotalâmico-hipofisário-gonadal, composto por: ovários, responsáveis pela secreção de estradiol e progesterona; hipotálamo, GNRH; hipófise, produz as gonadotrofinas FSH (hormônio folículo estimulante - responsável pelo desenvolvimento folicular e secreção hormonal), LH (hormônio luteinizante - contribui na formação do corpo lúteo) e o útero que produz as prostaglandinas.
A manifestação do estro ocorre com o advento da puberdade, fase transitória entre a juventude e a idade adulta marcada pela maturidade sexual, bem como pela ovulação fértil e desenvolvimento de CL, uma vez que já foi enviado estimulo do sistema nervoso central (SNC) para o hipotálamo, aonde liberará a gonadotrofina GnRH e posteriormente, o FSH e LH que irão estimular o desenvolvimento folicular e formação de CL.Entre os fatores que influenciam a puberdade temos: 
- Peso corporal, em geral as fêmeas atingem a puberdade quando possuem 40-50% do seu peso corporal adulto[12]
- A condição nutricional que estão submetidas desde o desmame[13]
- Melhoramento genético, fêmeas geradas por cruzamentos são mais precoces quanto a manifestação do cio na puberdade[14]
- Manipulação hormonal, induzir a ovulação de pré-púberes para antecipar a puberdade[15][16]
- Bioestimulação, consiste em deixar machos entre as fêmeas pré-puberes para estimular cio com a ativação do eixo hipotalâmico-hipofisário-gonadal[17]

Desse modo, o ciclo estral das vacas é manifestado a cada 21 dias, mas pode variar de 18-24 dias e é dividido em: proestro, estro, metaestro e diestro.A fase de proestro (período de 3 dias) ocorre após a luteólise, há aumento na secreção de estradiol e a vaca apresenta comportamento de montar nas outras, porém não está receptiva a monta. Já a fase de estro (cio), a fêmea aceita a monta, há liberação de muco vaginal que possui aspecto transparente (similar a clara de ovo) e micção elevada. Além disso, o estro é o dia 0 do ciclo das vacas e pode durar de 3 a 18 horas, pois depende da raça, temperatura, manejo e outros fatores. A ovulação ocorre no metaestro (3-4 dias de duração), devido a isso, a fêmea não aceita mais a monta e o CL estabelece sua atividade. O último estágio do ciclo é o diestro (dura 14 dias, em média), a vaca fica em inatividade sexual, caso não tenha emprenhado ocorre a regressão do CL e inicia-se outro ciclo.

## Sincronização da Ovulação da fêmeas
O crescimento e desenvolvimento dos folículos nas fêmeas ruminantes é constituído por 2-3 ondas foliculares em cada ciclo estral, a quantidade delas depende do comprimento do ciclo e da duração da fase lútea. Em cada onda há recrutamento de pequenos folículos (emergência folicular) estimulado pelo pico de FSH, que permite o crescimento e amadurecimento dos folículos,  essa fase de crescimento dura cerca de 3 dias . Apesar de ser recrutado um grupo de folículos, apenas um prossegue com o crescimento e se torna folículo dominante, enquanto os demais sofrem atresia (param de crescer e regridem), devido a presença de CL com secreção de altos níveis de progesterona. Nesse contexto dos folículos que sofrem atresia, a progesterona exerce efeito de retroalimentação/feedback negativo no eixo SNC-hipotálamo-hipófise-ovário, o que causa a redução do LH, inviabilizando assim a maturação final do folículo, bem como a ovulação.Vale ressaltar que a progesterona cai após 12-36 horas do seu pico, a alta taxa de LH promove o desenvolvimento do folículo dominante, que por sua vez, secreta estradiol, induzindo o cio, por meio do feedback positivo no hipotálamo e a partir de um pico de LH a ovulação e formação do CL são induzidas. Nesse momento, o CL produz e mantém seus níveis de progesterona até a luteólise.
A sincronização da ovulação é constituída em duas fases: Inicialmente, faz-se a indução com o intuito de provocar a regressão do corpo lúteo (CL), para que desse modo todos os indivíduos do lote atinjam a fase folicular no mesmo período, nessa fase o hipotálamo libera GnRH que por sua vez estimula a hipófise a liberar LH e FSH, que atuam no folículo. Por conseguinte, através dos protocolos hormonais estende-se a fase lútea (período que o CL está ativo e não há ovulação) com uma fonte exógena de progesterona, por exemplo: dispositivo/implante intravaginal, a fim de que todo o lote entre na fase folicular ao mesmo tempo.Entretanto,  as fêmeas bovinas escolhidas para serem protocoladas precisam antes passar por avaliação a partir de exame ginecológico completo, classificação de escore corporal – ECC, definir a  categoria o animal (nulípara, primípara ou multípara), histórico reprodutivo e como está seu esquema sanitário.

## Hormonioterapia da IATF
Em geral protocolos de sincronização consistem em: utilizar o dispositivo/implante intravaginal  (DIV) de progesterona, sendo liberada de forma lenta simulando a fase lútea; associado a estrógeno a fim de gerar regressão dos folículos. Feito isso, após o estrógeno ser metabolizado inicia-se nova onda folicular em cerca de 4 dias, nesse momento é administrado o estradiol – 17β, com o intuito de induzir o pico pré-ovulatório de LH e a ovulação, contribuindo com a ação da prostaglandina (também pode ser incluído análogos de prostaglandina para atuar na regressão de algum CL que esteja presente) no protocolo e consequentemente, eleva a precisão da sincronização.
A ovulação do folículo dominante é subordinado a remoção da fonte de progesterona (após 5-9 dias), posteriormente, aplica-se algum indutor de ovulação, os principais são: análogos ou superanálogos do GnRH, éstreres de estradiol (benzoato de estradiol - BE e o Ciprionato de estradiol - CE). Observou-se efeito positivo quanto ao uso da prostaglandina na ovulação em bovinos.Dito isso, o período de realização da IATF depende de qual indutor foi usado, pois cada um apresenta intervalo especifico entre a sua administração e ovulação. Por exemplo, se for usado o Benzoato de estradiol (tem meia-vida com duração de cerca de 3 dias)sua aplicação pode ser feita 24h depois da retirada da fonte de progesterona (P4), dessa forma, a ovulação ocorrerá entre 66 – 78 horas.Já com a aplicação de CE, haverá um pico de LH depois de 38 horas e ovulação após 55 horas ou 66 horas.

## Vantagens da IATF
Algumas das vantagens da realização de IATF são:
- Possibilita a concentração de nascimentos;
- Contribui para o melhoramento genético do rebanho;
- Proporciona nascimento de animais descendentes de reprodutores já falecidos;
- Não há necessidade de detectar o estro;
- Eleva as taxas de prenhez do rebanho;
- Há a possibilidade de sexagem dos espermatozoides, para que nasçam apenas machos ou fêmeas;
- Diminuiu o número de touros da propriedade.

## Desvantagens da IATF
Entretanto, há alguns impasses que podem surgir durante a implantação de IATF, tais como:
- Contratação de mão-de-obra qualificada;
- Investimento em instalações adequadas;
- Custeio de materiais e insumos para realização da IATF;
- Maior e mais eficiente controle dos manejos.

## Participação da IATF na economia
A IATF movimentou cerca de 3,5 bilhões de ganhos na cadeia produtiva de carne e leite em 2018, no Brasil. Somado a isso, convém destacar ainda que há mais de 3 mil médicos veterinários com especialidade em reprodução animal, exercendo sua profissão nas propriedades, considera-se que são realizadas 3.500 IATF por cada profissional. Além disso, a IATF movimentou R$ 796 milhões para custeio da técnica no país, sendo 33% de serviço veterinário e 66% corresponde a venda de sêmen e fármacos. Devido a grande procura pela IATF, há previsões de que será necessário 7.200 médicos veterinários para suprir as demandas do mercado da reprodução de bovinos. Comprova-se que a cada R$ 1,00 investido na IATF há um lucro/retorno de R$4,50 seja na cadeia produtiva de corte ou leite.

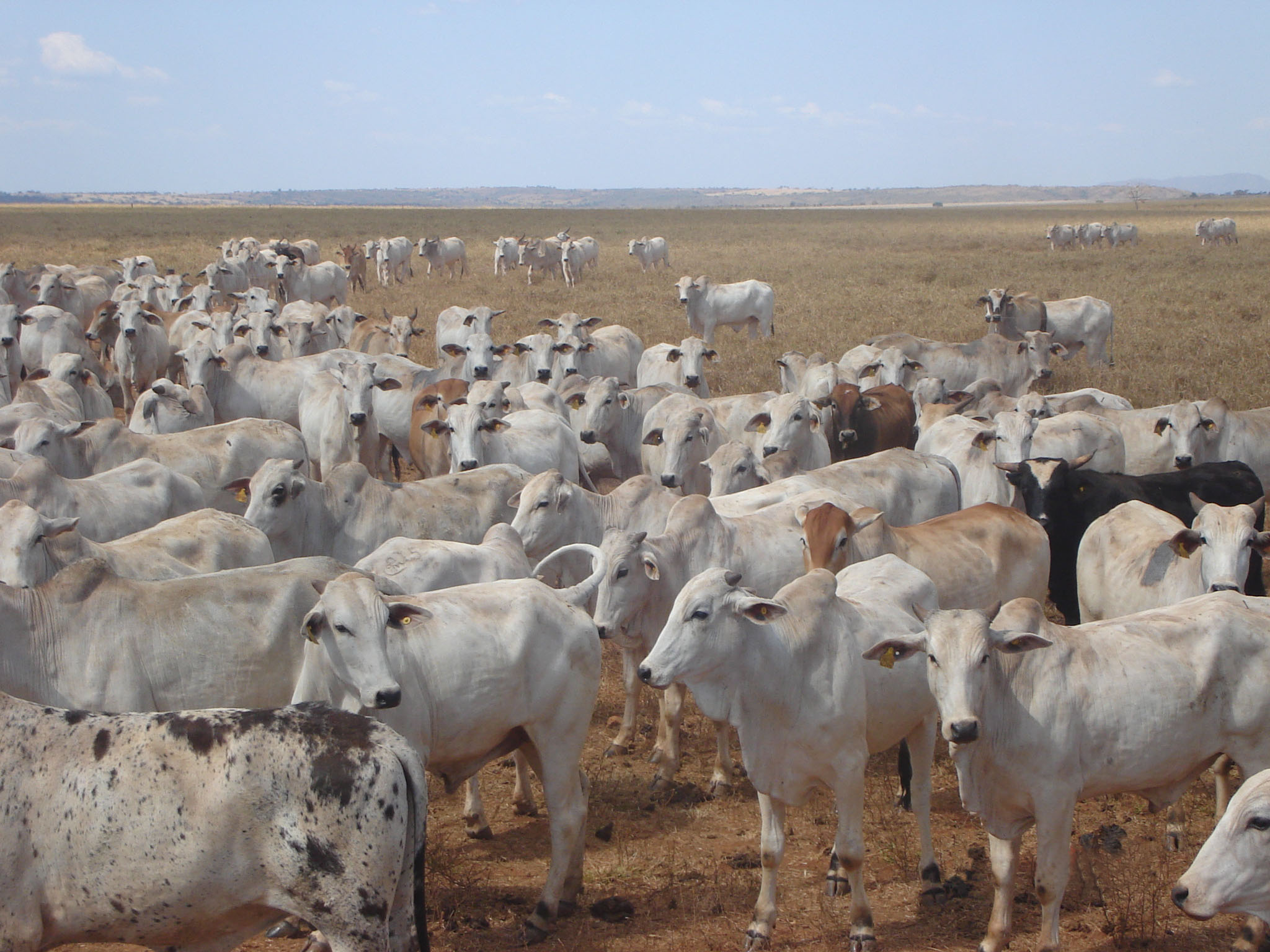
Bezerrada de IATF